# Darlanne Fluegel
Darlanne Fluegel (Wilkes-Barre, 25 novembre 1953 – Orlando, 15 dicembre 2017) è stata un'attrice ed ex modella statunitense.

## Biografia
Darlanne Fluegel nacque a Wilkes-Barre in Pennsylvania il 25 novembre 1953. Il padre era un chiropratico, mentre la madre lavorava nel Dipartimento di Sicurezza Sociale. Aveva due sorelle più grandi e tre fratelli più piccoli, insieme a quali trascorse la sua giovinezza a Binghamton (New York). All’età di 17 anni suo padre morì per un tumore al cervello, e Darlanne decise quindi di trasferirsi a New York dove, nel 1974, iniziò la propria attività di modella, rendendosi indipendente economicamente in modo da non essere di peso per la madre. Lavorò con le principali agenzie di moda quali Ford Models e Zoli Agency, guadagnando 100 dollari l’ora all’inizio della carriera e arrivando, al culmine del successo, a 300 dollari l’ora. A 25 anni decise di dare una svolta alla sua carriera, quindi accantonò l’attività di modella, concludendola nel 1981, e iniziò a studiare recitazione, prendendo lezioni da Stella Adler.
Debuttò sul grande schermo nel film di Irvin Kershner Occhi di Laura Mars (1978), recitando a fianco della collega Lisa Taylor, interpretando proprio il ruolo di una modella e lavorando assieme a Faye Dunaway e Tommy Lee Jones. Due anni più tardi, nel 1980, era Nanelia nel film di fantascienza I magnifici sette nello spazio. Nel film C'era una volta in America (1984) di Sergio Leone impersonò Eve, la fidanzata di Noodles, interpretato da Robert De Niro. Nel 1985 ebbe un ruolo di rilievo in Vivere e morire a Los Angeles nel personaggio di Ruth Lanier, l'informatore amante di Richard Chance (William Petersen). Nel film Due tipi incorreggibili (1986) interpretò la compagna di Archie Long, impersonato dal Kirk Douglas. Sempre in quell’anno fu Anna Costanzo, ex moglie di Billy Crystal, nel film Una perfetta coppia di svitati. Nel 1989 recitò in Sorvegliato speciale accanto a Sylvester Stallone.
Debuttò in TV nell’episodio pilota di MacGyver nel 1985. Successivamente ebbe un ruolo principale nella prima stagione della serie drammatica della NBC Crime Story, dal 1986 al 1987, nel personaggio di Julie Torello, moglie del poliziotto Mike Torello, interpretato da Dennis Farina. Ebbe un ruolo ricorrente in Oltre la legge - L'informatore, e dal 1990 al 1991 interpretò la detective Joanne Molenski nella stagione finale della serie Hunter, che abbandonò dopo 12 episodi a causa di divergenze sul set con l’attore Fred Dryer.
A partire dagli anni novanta la carriera dell’attrice subì un declino, con apparizioni sempre più sporadiche in film non all’altezza dei precedenti, che portarono alla decisione di ritirarsi dalle scene nel 1996. Dodici anni più tardi, tornò a recitare nel cortometraggio No Worries (2008) diretto da Mark Gerstein. Dal 2002 al 2007 Darlanne Fluegel fu inoltre docente presso l'University of Central Florida.
A 56 anni le venne diagnosticata la malattia di Alzheimer. L'attrice morì nella sua casa di Orlando, in Florida il 15 dicembre 2017 all'età di 64 anni. Il decesso è però stato reso noto solo nel mese di gennaio 2018.

## Vita privata
Dal 1983 al 2004 fu sposata con Michael Ira Small, da cui ebbe due figli, Jenna Carey e Coulter Nathan.

## Agenzie
- Ford Models
- Zoli Agency

## Filmografia parziale

### Attrice

#### Cinema
- Occhi di Laura Mars (Eyes of Laura Mars), regia di Irvin Kershner (1978)
- I magnifici sette nello spazio (Battle Beyond the Stars), regia di Jimmy T. Murakami (1980)
- C'era una volta in America (Once Upon a Time in America), regia di Sergio Leone (1984)
- Vivere e morire a Los Angeles (To Live and Die in L.A.), regia di William Friedkin (1985)
- Una perfetta coppia di svitati (Running Scared), regia di Peter Hyams (1986)
- Due tipi incorreggibili (Tough Guys), regia di Jeff Kanew (1986)
- A prova di proiettile (Bulletproof), regia di Steve Carver (1987)
- Deadly Stranger, regia di Max Kleven (1988)
- Io vi ucciderò (Freeway), regia di Francis Delia (1988)
- Sorvegliato speciale (Lock Up), regia di John Flynn (1989)
- UFO - Pioggia mortale (Fatal Sky), regia di Frank Shields (1990)
- Cimitero vivente 2 (Pet Sematary Two), regia di Mary Lambert (1992)
- Il massacro degli innocenti (Slaughter of the Innocents), regia di James Glickenhaus (1993)
- Doppio sospetto (Breaking Point), regia di Paul Ziller (1994)
- Darkman III - Darkman morirai (Darkman III: Die Darkman Die), regia di Bradford May (1996)
- No Worries, regia di Mark Gerstein (2008) - cortometraggio

#### Televisione
- MacGyver – serie TV, episodio 1x01 (1985)
- Ai confini della realtà (The Twilight Zone) – serie TV, episodio 1x44 (1986)
- Alfred Hitchcock presenta (Alfred Hitchcock Presents) – serie TV, episodio 1x16 (1986)
- Crime Story – serie TV, 11 episodi (1986-1987)
- Hunter – serie TV, 12 episodi (1990-1991)
- Sotto controllo (Relative Fear), regia di George Mihalka – film TV (1994)

### Videoclip
- Little Sister - Dwight Yoakam (1987)

## Doppiatrici italiane
- Emanuela Rossi in Alfred Hitchcock presenta, Una perfetta coppia di svitati
- Silvia Pepitoni in Crime Story, Cimitero vivente 2
- Vittoria Febbi in C'era una volta in America
- Isabella Pasanisi in Sorvegliato speciale
- Cristina Boraschi in Hunter
- Barbara Berengo Gardin in Darkman III - Darkman morirai
- Francesca Fiorentini in C'era una volta in America (ridoppiaggio)